# Gadesco-Pieve Delmona
Gadesco-Pieve Delmona – miejscowość i gmina we Włoszech, w regionie Lombardia, w prowincji Cremona.
Według danych na rok 2004 gminę zamieszkiwały 1634 osoby, 96,1 os./km².